# درآمدی بر نجوم و کیهان‌شناسی
درآمدی بر نجوم و کیهان‌شناسی (به انگلیسی: Introduction to Astronomy and Cosmology) کتابی است در حوزه نجوم که نویسنده انگلیسی آن، ایان موریسون (به انگلیسی: Ian Morison) آن را در سال ۲۰۰۸ برای تدریس در سال اول دانشگاه منچستر تألیف کرده‌است.
نویسنده وبگاهی را نیز برای کتاب راه‌اندازی کرده‌است که تصاویر رنگی کتاب و ویدئوی سخنرانی‌های وی در آن وجود دارد
کتاب در سال ۱۳۸۹ به وسیله غلامرضا شاه‌علی به فارسی برگردانده شد و در همان سال از طرف وزارت ارشاد در پانزدهمین دوره جایزه کتاب فصل به عنوان کتاب برگزیده فصل پاییز انتخاب گردید
با توجه به پوشش مطالب و روانی ترجمه، مرکز مطالعات وپژوهش‌های فلکی ـ نجومی وابسته به دفتر آیت الله سیستانی در قم، این کتاب را به عنوان منبع سؤالات پیشرفته در مسابقه سراسری نجوم که هر ساله در کشور برگزار می‌شود انتخاب نمود.
این کتاب را می‌توان به عنوان مقدمه و پیش از کتاب مبانی ستاره‌شناسی مطالعه کرد.

## فصلهای کتاب
فصل ۱: ستاره‌شناسی، دانشی برپایهٔ مشاهدات
فصل ۲: منظومه شمسی۱ - خورشید
فصل ۳: منظومه شمسی ۲ - سیاره‌ها
فصل ۴: سیارات فراخورشیدی
فصل ۵: مشاهدهٔ جهان
فصل ۶: ویژگی‌های ستارگان
فصل ۷: تحول ستاره‌ای- زندگی و مرگ ستارگان
فصل ۸: کهکشان‌ها و ساختار جهان در مقیاس بزرگ
فصل ۹: کیهانشناسی- مبدأ و تحول جهان